# Ото Фикајзен
Ото Фикајзен (Лудвигсхафен, 24. децембар 1879 — Амстердам, 24. децембар 1963) био је немачки веслач, учесник Летњих олимпијскимих игара 1900. и 1912. Био је члан немачког веслачког клуба Лудвигсхафен из Лудвигсхафена.
На Олимпијским играма 1900. такмичио се у као члан немачке екипе у дисцилини четверац са кормиларом. У такмичењу четвераца са кормиларом десило се нешто необично за велика спортска такмичења. Због неслагања такмичара и судија после трка у предтакмичењу одлучено је да се званично одрже две финалне трке тзв. А и Б финале. Победницима финала су подељена два комлета медаља. МОК је касније признао резултате, а тиме и освајаче медаља оба финала.
Посаду су поред њега чинили Херман Вилкер, Карл Леле, Ернст Феле и кормилар Франц Креверат. Веслали су у А финалу и освојили бронзану медаљу.
Ото Фикајзен је након 12 година поново учествовао на Олимпијским играма 1912. одржаним у Стокхолму. Такмичио се опет у четверцу са кормиларом и посвојио златну медаљу.
У посади су поред њега били Херман Вилкер (учесник и Игара 1900), његов брат Рудолф Фикајзен, Алберт Арнхајтер и кормилар Ото Мајер.